# 7'scarlet
『7'scarlet』（セブンスカーレット）は、オトメイトより2016年7月21日に発売されたPlayStation Vita用女性向け恋愛アドベンチャーゲーム。略称は「セブスカ」。
2024年7月11日には、Nintendo Switch版『7'scarlet for Nintendo Switch』が発売された。

## あらすじ
月が欠けたような形をした、ノスタルジックな雰囲気が漂う自然に囲まれた町、奥音里。1年前、イチコの兄はこの町で行方不明となった。彼女は幼馴染みのヒノの誘いで夏休みを利用し奥音里へと向かうことになるが…。

## 登場人物

### メインキャラクター
花蒔 イチコ（ハナマキ イチコ/デフォルト名/変更可）
本作の主人公。都内の大学に通う、女子大生。行方不明となった兄を探すため、奥音里へと訪れる。
迦具土 ヒノ（カグツチ ヒノ）
声 - 島﨑信長
イチコの幼馴染。前向きな性格で運動神経も良い。可愛いもの好きだが、周囲にはその事を隠している。
20歳。大学2年生。8月14日生まれ。B型。174cm。56kg。
好きな食べ物：イチコの手料理ならなんでも
嫌いな食べ物：アボカド
趣味：フットサル、キャラクターグッズ収集（本人は認めていない）
甘梨 イソラ（アマリ イソラ）
声 - 柿原徹也
明るく人懐っこいパティシエを目指す少年。臨時のシェフとして、風厘館に併設されているカフェで働いている。
17歳。高校生。5月15日生まれ。B型。172cm。54kg。
得意料理：オムライス
得意なデザート：タルト系
趣味：お菓子作り
櫛奈雫 トア（クシナダ トア）
声 - 森久保祥太郎
人と接することが苦手な、ネコ好きなオタク青年。運動神経が悪く、極度の近眼。常にお気に入りのどてらを着ている。
20歳。自称フリーター。6月9日生まれ。A型。167cm。54kg。
好きな食べ物：チョコレート
嫌いな食べ物：牛乳
趣味：映画、漫画、ネコと遊ぶこと
建比良 ソウスケ（タテヒラ ソウスケ）
声 - 沢城千春
寡黙な背の高い青年。奥音里で出会う。趣味はアウトドア。
叢雲 ユヅキ（ムラクモ ユヅキ）
声 - 三木眞一郎
風厘館のオーナー。常に高圧的な態度で、基本的に笑わない。イチコにも冷たい態度をとる。

### サブキャラクター
比良坂 ユキ（ヒラサカ ユキ）
声 - 小林沙苗
須沙野 ユア（スサノ ユア）
声 - 斎藤千和
久々利 ヤスヒサ（ククリ ヤスヒサ）
声 - 岸尾だいすけ
月読 カグラ（ツクヨミ カグラ）
声 - 高橋広樹
烏丸 チカゲ（カラスマ チカゲ）
声 - 安元洋貴
ハナテ
声 - 緑川光

## 用語集
奥音里
人口約2500人の小さな田舎町。
山と川に囲まれており、東側の奥音橋と西側のトンネルしか出入できる箇所がない。伝承や言い伝えが多く残っているため、ミステリースポットとして注目を集めている。
奥音パンダ
奥音里のご当地キャラクター。非公認。
風厘館
叢雲ユヅキがオーナーを務める、奥音里唯一の宿泊施設。
擬洋風建築で部屋数は7部屋しかないものの、温泉かけ流しの露天風呂や、和カフェ兼レストランの風厘カフェが併設されており、宿泊施設としては充実している。
ユヅキがほとんどのスタッフを解雇してしまったため、スタッフが不足している。
風厘カフェ
風厘館に併設されている、和カフェ兼レストラン。臨時のシェフとして甘梨イソラが働いている。宿泊者以外も利用可能。特製オムライスが一番の人気。

## 主題歌
オープニングテーマ「World's End Syndrome」
作詞 - 金沢十三男 / 作曲・編曲 - myu / 歌 - 織田かおり

## スタッフ
- 企画・原案：TOYBOX
- キャラクターデザイン：倉花千夏
- プロデューサー：小野寺由貴
- 脚本：金沢十三男・花乃静月
- BGM：杉浦勇紀
- 映像・背景：髙橋昂也
- スクリプトデザイン：藤井健人

## 音楽CD
- 『7'scarlet Song Collection』には、作中のヴォーカルソング（オープニングテーマ、エンディングテーマ、挿入歌）のフルバージョンを収録。
- 『PSVita専用ソフト「7'scarlet」オリジナルサウンドトラック』には杉浦勇紀による作中のBGM楽曲を、サウンドトラック用に一部音源をリマスタリングして収録。